# 如意芳霏
《如意芳霏》，是一部2020年的中国大陆架空古裝剧，改编自晋江女性频道作者笑佳人的小說《宠后之路》。由鞠婧祎、张哲瀚、劉奕暢领衔主演。本劇多位演員為2018年播出的芸汐傳後再次合作，包括女主角鞠婧禕、男主角張哲瀚、許佳琪、王佑碩、盧星宇、王奕婷、童彤、賀友寧、譚琍敏等。
本剧于2019年9月11日在横店開機，并於次年10月21日在爱奇艺首播。

## 播出时间

### 首播
| 頻道         | 所在地 | 播映日期                      | 播出時間                  | 備註                      |
| 爱奇艺       | 中国   | 2020年10月21日－2020年12月3日 | 每周三至周五20:00         | 更新2集，VIP会员抢先看6集 |
| 愛爾達綜合台 | 臺灣   | 2021年4月22日                 | 每周一至周五19:00 - 21:00 | 兩集連播                  |
| 八大戲劇台   | 臺灣   | 2022年4月6日                  | 每周一至周五22:00         |                           |

## 故事大綱
少女傅容（鞠婧禕饰）为恒京令次女，活泼好动，因为能做预知未来的梦，试图以一己之力改变恶梦发生，一定要掌控自己的命运。在一次改变命运既期间上偶然结识了心高气傲的肃王徐晋（张哲瀚饰）和幼时所拯救的小跟班安王徐平(劉奕暢饰)。傅容和徐晋共同经历生死，傅容二度入牢，徐晋被陷害是杀掉傅容师父凶手，找出七色光为何物。傅容以善良的品格和自强的性格赢得了徐晋的真心爱慕，而徐晋也屡次在危急时刻搭救傅容。在傅容得知恩师柳如意被杀和父亲去世的真相时，傅容立马回到徐晋身边，一起找出幕后真凶。傅容在顾沅口中得知徐平的针对肃王的原因，并在徐平的密室替肃王挡了一剑，最终徐平以为错杀傅容而自杀。经历过一系列人生变故之后，傅容和徐晋向父皇求旨和离，再以肃王正妃名义再度迎娶傅容。

## 演员列表

### 主要演员
| 演員                  | 角色   | 介紹 | 配音演员 |
| 鞠婧祎 童年：王思薇   | 傅容   | 恒京令之次女→肅王侧妃→肅王妃 安王的兒時玩伴 坚强聪慧，机敏活泼，坦率真诚，不畏惧流言蜚语。因能预知人生的梦境，决心要逆天改命。但经过一系列事件她意识到即便知晓一切，也不可能避开所有危险，但她并没有退缩认命，反而执着地朝着自己的目标前进。                               | 徐佳琦   |
| 张哲瀚 童年：何羽蕭   | 徐晉   | 鎮北副將→金翊衛大統領 肅王、四皇子 文韬武略、有勇有谋，但却从小就因命格不祥而受人疏离。直到遇见傅容后内心才开始解封。 | 魏超     |
| 劉奕暢 童年：王藝諾   | 徐平   | 安王、嘉和帝之么弟 掬水農夫、傅容的兒時玩伴 誤會年幼时，母妃去世是因肅王誤打翻燭台而死，加上心繫傅容的緣故，使得他表面风光霁月，内心却暗藏城府。本身是闲散王爷的他，遇到傅容后，一切就发生了改变。在解開棋局的當下得知溫太妃薨逝的消息。誤殺傅容後自殺，並知道溫太妃沒死。 | 弋凡     |
| 王佑碩                | 吳白起 | 金翊衛副衛→金翊衛昭武校衛→虎驍營驍勇將軍 傅宣之夫、信都侯之嫡長子 從母姓，端妃之侄，看似纨绔，实则热心善良，本靠着母亲留下的凤来仪挥霍无度，后通过努力发挥了自己的将才，也向心爱的女子证明了自己。                                                                         | 原声     |
| 许佳琪 （前THE9成員） | 傅宣   | 恒京令之長女→吳白起之妻 才貌双全的名门淑女，因傅容的几度干预摆脱了原本不好的訂親。结识了吴白起，一直讨厌吴白起的她，在两人一次次相遇中，心境发生了转变。 | 乔苏     |

### 傅家
| 演員                 | 角色   | 介紹                                                                       | 配音演员 |
| 苏茂                 | 傅品言 | 恒京城縣令 傅宣、傅容、傅官之父，為救肅王而葬身火海。                      | 苗壮     |
| 譚琍敏               | 喬素娘 | 傅宣、傅容、傅官之母。                                                     | 马程     |
| 哈尼                 | 傅官   | 傅宣、傅容之幺弟。                                                         |          |
| 馬順沙               | 抱竹   | 傅宣之婢女。                                                               |          |
| 鄭丹妮 （GNZ48成員） | 蘭香   | 傅容之婢女，喜歡文刑，但文刑因為和安王的罪行不再回京，拒絕了蘭香送的荷包。 | 李雪娇   |

### 皇室
| 演員   | 角色   | 介紹                                            | 配音演员 |
| 常铖   | 嘉和帝 | 大虞國當朝皇帝 徐平之兄，徐茂、徐晋、徐皓之父。 | 凌云     |
| 斓曦   | 淑妃   | 徐晋、徐皓之母，董方禮之胞妹。                  | 刘晴     |
| 童彤   | 端妃   | 徐茂之母，信都侯先夫人之胞妹，吳白起之姨母。    | 杨静     |
| 贺友宁 | 徐茂   | 成王 三皇子，端妃之子，後被貶。                 | 刘康     |
| 李昊楠 | 徐皓   | 懷王 五皇子，淑妃之子，徐晉胞弟。               | 胡良伟   |

### 其他演员
| 演員                 | 角色            | 介紹 | 配音演员 |
| 姜杉 （SNH48成員）   | 崔綰            | 西河郡主、玄翰王妃 虽傲慢自大、处处摆郡主的架子，但却一心只爱慕着肃王，最后和親成为玄翰王妃，也和傅容變成朋友。 | 聂曦映   |
| 王奕婷 童年：陳馨妍  | 齊竺            | 清平縣主、齊策之妹 本与傅容是好友，但历经家庭变故后与傅容决裂，心狠手辣，喜歡懷王，和親路上逃離，最終中毒身亡。 | 乔诗语   |
| 陈烨林               | 齊策            | 提刑司按察使 齊竺之兄，喜歡傅宣，在招供後一頭撞死。                                                             | 郭浩然   |
| 杨亘                 | 章晏            | 信都侯世子 与傅容有娃娃亲，因家變黑化，活埋傅容失敗後，火燒如意樓，害死傅品言，自己也葬生火窟。                 | 孙路路   |
| 盧星宇               | 章耀成          | 信都侯 章晏、吳白起之父。                                                                                       | 李璐     |
| 曹艷                 | 侯夫人          | 信都侯夫人 章晏之母。                                                                                           | 张宇微   |
| 龚蓓苾               | 柳如意          | 如意樓樓主 傅容之師傅，亦是傳聞中情報單位如意樓樓主，被顧沅失手殺害。                                           | 杨静     |
| 郭晉東               | 洛峰            | 蓮花山莊主 受柳如意請託，將重要物件交與傅容。                                                                   |          |
| 宋昕冉 （SNH48成員） | 顾沅            | 如意楼侍女 一心爱慕安王，为了他不惜背叛自己亲近的人。為救傅容中劍，死前向傅容坦白一切。                         | 孙璐璐   |
| 刘子恺               | 紀清亭          | 鳳來儀掌櫃，後入獄。                                                                                            | 苗壮     |
| 孔肖吟               | 秦卿            | 醉春閣老闆娘 因齊策一案而咬舌自盡。                                                                             | 赵奕彤   |
| 丁志勇               | 董方禮          | 皇庫御史 淑妃之兄，徐晉、徐皓之舅父，董聞之父，後撞柱而死。                                                     | 胡亚捷   |
| 宋琦                 | 許嘉            | 徐晉之侍衛。 | 吕思衡   |
| 成浚文               | 葛川            | 徐晉之侍醫。 | 刘思岑   |
| 周兆淵               | 文刑            | 徐平之侍衛。 | 谷江山   |
| 孙语姗 （SNH48成员） | 乐丹            | 齐竺婢女。 |          |
| 何奕辰               | 玄翰王          | |          |
| 姜灝洋               | 玄翰二王子 烏塔 | |          |
| 滿檸溪               | 芷慧            | 淑妃之貼身侍女。                                                                                                |          |
| 徐嘉希               | 董聞            | 董方禮之子。 |          |
| 王天宇               | 小七            | 如意樓的人。 |          |
| 杜承峻               | 小八            | 如意樓的人。 |          |
| 金湘棟               | 小十            | 如意樓的人。 |          |
| 張海峰               | 三叔            | 如意樓的人。 |          |

## 电视剧歌曲
| 曲序 | 曲目                |                | 作曲       | 编曲      | 演唱         |
| ---- | ------------------- | -------------- | ---------- | --------- | ------------ |
| 1.   | 芙蓉（片頭曲）      | 符酷           | 胡臻       | 胡臻      | 鞠婧祎       |
| 2.   | 梦渡（片尾曲）      | 沈慕           | 徐云霄     | 胡臻      | 鞠婧祎、霍尊 |
| 3.   | 古畫（推廣曲/插曲） | 劉捷Jarek      | 劉捷Jarek  | 劉捷Jarek | 鞠婧祎       |
| 4.   | 意浓（插曲）        | 郭德紫毅       | 张净、阿沁 | 陈昭宇    | THE9 许佳琪  |
| 5.   | 祈愿（插曲）        | 郭德紫毅、沈慕 | 樽井望     | 樽井望    | 孔肖吟       |

## 轶事
- 此剧演员张哲瀚及鞠婧祎是继《芸汐传》后再度合作。

## 电视节目的变迁
| 臺灣 愛爾達綜合台 星期一至五 19:00 - 21:00（兩集連播） | 臺灣 愛爾達綜合台 星期一至五 19:00 - 21:00（兩集連播） | 臺灣 愛爾達綜合台 星期一至五 19:00 - 21:00（兩集連播） |
| ------------------------------------------------------ | ------------------------------------------------------ | ------------------------------------------------------ |
|                                                        | 如意芳霏 （2021年4月22日－2021年5月19日）              |                                                        |
| 三生三世十里桃花 （2021年3月10日－2021年4月21日）      | 長歌行 （2021年5月20日－2021年6月23日）                |                                                        |

| 臺灣 八大戲劇台 每週一至週五 22:00 - 23:00 | 臺灣 八大戲劇台 每週一至週五 22:00 - 23:00 | 臺灣 八大戲劇台 每週一至週五 22:00 - 23:00 |
| ------------------------------------------ | ------------------------------------------ | ------------------------------------------ |
|                                            | 如意芳霏 （2022年4月6日－2022年5月31日）   |                                            |
| 塞上風雲記 （2022年2月2日－2022年4月5日）  | 宸汐缘 （2022年6月1日－2022年8月23日）     |                                            |